# Paronychia
Paronychia (vernacular, paroníquia) é um género botânico pertencente à família Caryophyllaceae.